# Торонто Раптърс
Торонто Раптърс професионален баскетболен отбор от Торонто, Онтарио, Канада. Състезава се в НБА в Атлантическата дивизия на Източната Конференция.

## История
Отборът е основан през 1995 заедно с Ванкувър Гризлис като част от разширението на НБА в Канада. Преди това е съществувал един-единствен отбор от Канада в НБА – Торонто Хъскис играе в първия сезон на НБА през 1946 година, преди да се разпадне през лятото на 1947 година. Добавянето на Раптърс и Гризлис означава, че Канада ще има поне един отбор в НБА след 48-годишно прекъсване.
През 2001 година Гризлис се местят в Мемфис, Тенеси и така Раптърс стават единственият канадски отбор в НБА. Печелил е Атлантическата дивизия през 2007, като това е единственият им успех. През 2014 година Раптърс печелят втората си титла в Атлантическата дивизия с постижение от 48-34 през редовния сезон. В плейофите Торонто Раптърс губи от шестия поставен отбор на Бруклин Нетс в първия кръг след 7 мача. На 27 март 2015, след победата си над Лос Анджелис Лейкърс, отборът си гарантира трета титла на дивизията, 9 мача преди края на редовния си сезон.
През сезон 2018-19 стават за пръв път шампиони на НБА побеждавайки Голдън Стейт Уориърс с 4-2 във финала. Това е първият нов победител в НБА след Кливланд Кавалиърс през 2016 година и първият отбор след Маями Хийт през 2006 година, който печели титлата от първия си опит. Това е и първа титла за отбор от Канада в НБА – до този момент всички шампионати са спечелени от отбори, базирани в Съединените американски щати.

## Успехи
- Шампиони на НБА - 1 път (2018-19)
- Шампиони на Източната конференция – 1 път (2018-19)
- Шампиони на Атлантическата дивизия – 7 пъти (2006–07, 2013–14, 2014–15, 2015–16, 2017-18, 2018-19, 2019-20)

## Фотогалерия
- Мач на Торонто Раптърс
- Мач на Торонто Раптърс